# Red Pheasant 108
Red Pheasant 108 är ett reservat i Kanada.   Det ligger i provinsen Saskatchewan, i den centrala delen av landet, 2 500 km väster om huvudstaden Ottawa.
Omgivningarna runt Red Pheasant 108 är en mosaik av jordbruksmark och naturlig växtlighet. Runt Red Pheasant 108 är det mycket glesbefolkat, med 2 invånare per kvadratkilometer.